# أوثينتيكا هابيتا

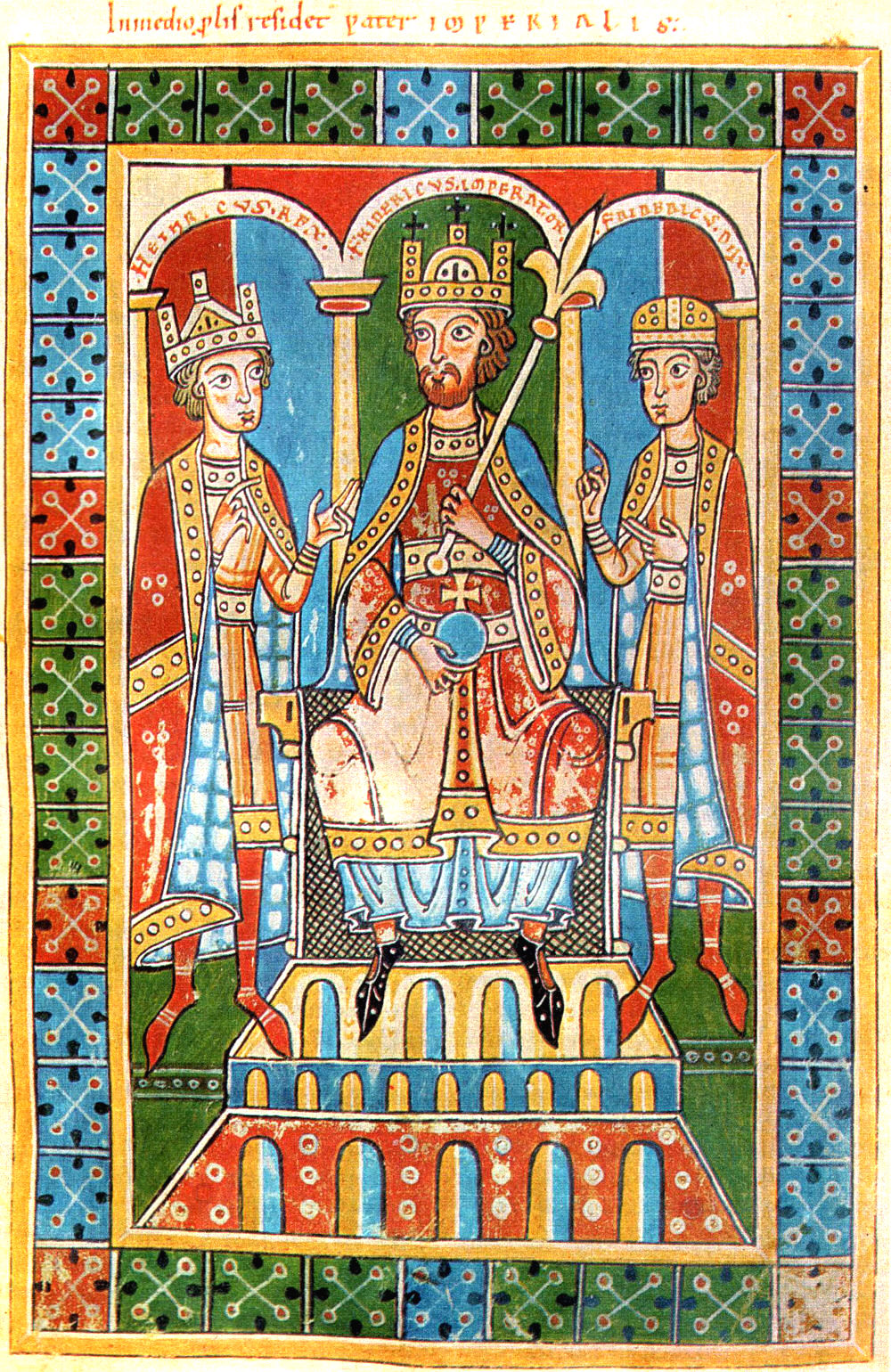

أوثينتيكا هابيتا (بالإنجليزية: Authentica habita)‏ (أو امتيازات العلماء (Privilegium Scholasticum) هي وثيقة تمت كتابتها عام 1188 على يد الإمبراطور فريدريك الأول بربروسا. وتم النص في هذه الوثيقة ولأول مرة على بعض القواعد والحقوق وامتيازات الجامعات. وتعد هذه وثيقة تأسيسية رئيسة في تاريخ الجامعة في العصور الوسطى في أوروبا.
بدأ العلماء من جميع أنحاء أوروبا السفر إلى بولونيا لدراسة القانون المدني والكنسي، إضافة إلى أعمال القانون الروماني المكتشفة حديثًا والتي يرجع تاريخها إلى منتصف القرن الحادي عشر. وبوصفهم أجانب هناك، وجدوا أنفسهم دون حماية قانونية. وكانت ممارسة حق المعاملة بالمثل من الصعوبات الرئيسية، حيث كان يمكن مصادرة ممتلكاتهم نتيجة للديون المستحقة على أقرانهم.
تمنح الوثيقة العلماء العديد من الحقوق وأشكال الحماية بما في ذلك:
1. حصانات وحريات مماثلة لتلك الممنوحة لرجال الدين، شريطة أن يلتزموا بسمات معينة، مثل الزي الديني؛
2. حرية التنقل والسفر لأغراض الدراسة؛
3. حصانة من حق القصاص؛ و
4. الحق في مثولهم للمحاكمة أمام أسيادهم، أو محكمة الأساقفة، بدلاً من المحاكم المدنية المحلية.

تم التأكيد على سريان الوثيقة في وقت لاحق من قبل البابا ألكسندر الثالث. دمج الإمبراطور الوثيقة في مدونة جوستنيان، النص الباقي من القانون الروماني، والذي يشير إلى أهمية هذه الوثيقة.
أحد التعليقات التي جاءت على الوثيقة في العصور الوسطى كتبها بارتولوميو بولوجينيني (Bartolomeo Bolognini) في 1492. انظر أيضًا «امتيازات العلماء في العصور الوسطى» بيرل كيبري (Pearl Kibre) .